# 追憶の彼方に〜メモリー・オールモスト・フル
『追憶の彼方に〜メモリー・オールモスト・フル』（ついおくのかなたに〜メモリー・オールモスト・フル、Memory Almost Full）は、2007年に発表されたポール・マッカートニーのアルバム。全英5位、全米3位を記録。

## 概要
ポール・マッカートニーは長らく在籍したEMIを離れて世界的コーヒー・チェーン「スターバックス・エンターテイメント」と「コンコード・ミュージック・グループ」が共同で設立した新レーベル「ヒア・ミュージック」に移籍。本作はその第一弾作品となった。
発売前にインターネット上にアルバム全曲が流出。2008年5月18日発売の新聞『The Mail on Sunday』紙にはこのアルバムが無料で付属した。
タイトルが「For my soulmate L.L.M.」（わがソウルメイトL.L.M.（Linda Louise McCartney＝前夫人、故リンダ・マッカートニー）に捧ぐ）のアナグラムではないかとされ、当時ヘザー・ミルズとの離婚問題の最中でもあり話題となった。タイトルについて尋ねられたポールは当初「ミステリーのままにとどめておく方が良いこともあるんだよ」と言葉を濁していたが、後のインタビューでは「人から（アナグラムになっていることを）聞いて、まったくのミステリーだと思った。あまりに完全にアナグラムになってるように見えるからね。ミステリーだよ。意図的にやったことじゃないんだ」と答えている。
『メモリー・オールモスト・フル（デラックス・エディション）』限定盤 は2枚組CDでリリースされ、ボーナス・トラック3曲とインタビュー（約25分）が収録されている。

## 収録曲
全作詞・作曲、ポール・マッカートニー
1. ダンス・トゥナイト - "Dance Tonight"
2. エヴァー・プレゼント・パスト - "Ever Present Past"
3. シー・ユア・サンシャイン - "See Your Sunshine"
4. オンリー・ママ・ノウズ - "Only Mama Knows"
5. ユー・テル・ミー - "You Tell Me"
6. ミスター・ベラミー - "Mr. Bellamy"
7. グラティチュード - "Gratitude"
8. ヴィンテージ・クローズ - "Vintage Clothes"
9. ザット・ワズ・ミー - "That Was Me"
10. フィート・イン・ザ・クラウズ - "Feet in the Clouds"
11. ハウス・オブ・ワックス - "House of Wax"
12. エンド・オブ・ジ・エンド - "The End of the End"
13. ノド・ユア・ヘッド - "Nod Your Head"

～日本盤のみボーナス・トラック～
1. ホワイ・ソー・ブルー - "Why So Blue"

メモリー・オールモスト・フル(デラックス・エディション)限定盤収録
1. イン・プライヴェート - "In Private"
2. ホワイ・ソー・ブルー - "Why So Blue"
3. 222 - "222"
4. Audio commentary: Paul talks about the music of Memory Almost Full

iTunesストア・プレオーダー・ボーナス・トラック
1. "Dance Tonight (Acoustic Version)"

メモリー・オールモスト・フル(CD/DVDデラックス・エディション)限定盤収録DVD
1. "Drive My Car"
2. "Dance Tonight"
3. "House of Wax"
4. "Nod Your Head"
5. "Only Mama Knows"
  - Live at the Electric Ballroom in London, 7th June 2007
6. "Dance Tonight" (video)
7. "Ever Present Past" (video)